# 費爾蘭 (明尼蘇達州)
費爾蘭（英語：Fairland）是位於美國明尼蘇達州康契欽縣的一個鬼鎮。

## 歷史
費爾蘭的郵局自1911年設立，其後於1936年停運。此地得名自芬蘭同名城市。

## 地理
費爾蘭所處的海拔為高於海平面347米（即1138英呎），而該地所採用的時區為UTC-6，即北美中部時區（CST）。同時該地設有夏令時間，為UTC-6調快一小時，即UTC-5（CDT）。